# Rolando Cedeño
Rolando Cedeño (4 giugno 1971) è un ex calciatore guatemalteco, di ruolo difensore.

## Carriera

### Club
Ha esordito col Chimaltenango, poi nel 2001 è andato allo Xelajú MC.
Ha giocato due anni in Messico con lo Jaguares.
A fine carriera militava con l'Antigua GFC.

### Nazionale
Ha debuttato in Nazionale nel 1996. Ha partecipato, con la Nazionale, alla CONCACAF Gold Cup 2003. Ha collezionato in totale, con la maglia della Nazionale, 7 presenze.